# Mojmír Svatopluk Frinta
Mojmír Svatopluk Frinta (28. červenec 1922, Praha – 21. leden 2015 New York) byl historik umění, restaurátor a vysokoškolský pedagog českého původu.

## Život
Během druhé světové války studoval malířství a restaurování historické malby. V roce 1945 vystavoval v Praze vlastní práce. O tři roky později emigroval do Francie, v letech 1949–1950 pracoval v Paříži jako restaurátor obrazů. Po přesídlení do Spojených států v letech 1950–1953 studoval na Michiganské univerzitě malířství, historické techniky malby a restaurování a roku 1953 získal titul M.A. V letech 1955–1963 pracoval jako restaurátor v Metropolitním muzeu umění v New Yorku, zároveň vystudoval dějiny umění, studium uzavřel roku 1960 absolutoriem s titulem PhD. V roce 1963 přijal místo asistenta na University at Albany v New Yorku, kde se habilitoval prací o nizozemském malíři Robertu Campinovi. V roce 1969 byl jmenován řádným profesorem. Zabýval se hlavně středověkou a raně renesanční malbou a teorií ornamentu. Po roce 1989 navštěvoval Prahu, pohostinsky zde přednášel a připravoval k vydání své životní dílo o dekoru puncovaném do sádry na pozadí gotických deskových obrazů (tzv. pastiglio). Jak autor popisuje v předmluvě knihy, měl již roku 1991 finance zajištěné americkým grantem a hotový rukopis připravený k vydání v nakladatelství Odeon, které však roku 1992 zkrachovalo. Hledání jiného vhodného nakladatele trvalo dalších pět let. Kniha byla proponována jako dvoudílná, ale k předložení druhého svazku autor již neměl čas ani sílu.
Jeho dcera Dagmar Frinta (* 1956) studovala v Itálii a v USA malbu a grafiku, stala se výtvarnicí, učitelkou designu a vizuálních umění.

## Dílo (výběr)
- The Genius of Robert Campin. Mouton: Boston 1966
- The beatiful Style in the Sculpture around 1400, in: Czechoslovakia past and present, volume II, Essays on the arts and science. Miloslav Rechcigl Jr. (editor), Mouton: Hague-Paris 1968; s. 1378-1386.
- Raised Gilded Adornment of the Cypriot Icons: And the Occurrence of the Technique in the West; 1981
- Searching for an Adriatic Painting Workshop with Byzantine Connection. 1987
- Punched decoration: on late medieval panel and miniature painting. Part I., Catalogue raisonné of all punch shapes. Prague: Maxdorf, 1998. 556 s., ISBN 80-85800-94-2